# ШСГ-401
Снігоболотохід ШСГ401 — транспортний чотиригусеничний засіб, призначений для перевезення великогабаритних, неподільних вантажів масою до 40 тонн (контейнерів, частин бурових вишок і ЛЕП, труб великого діаметра, насосних станцій, будівельних матеріалів і т. д.) та будівельної і дорожньої техніки (бульдозерів, екскаваторів, кранів, трубоукладачів і т. д.) по сніжній цілині різної глибини і ґрунтів з низькою несучою здатністю (болотиста місцевість, піски і т. д.) при температурі навколишнього повітря від +40 ˚ С до -40 ˚ С.

## Технічні характеристики
- Вантажопідйомність, т 40,0
- Швидкість пересування максимальна, км / год 15,8
- Тиск на ґрунт без вантажу / з вантажем, кгс / см ² 0,19 / 0,33
- Подоланний підйом, град 30
- Ширина гусениці, м. 1,5
- Подоланний брід, м 1,8
- Габаритні розміри, м
- Довжина — 15,73
- Ширина (на гусеницях) — 3,86
- Висота — 4,32
- Експлуатаційна маса, т 54
- Двигун ЯМЗ-240НМ2
- Потужність, к.с. — 500
- Ємність паливного бака, л. 1000
- Розмір вантажної платформи (довжина / ширина), м 9,56 / 3,2
- Навантажувальна висота платформи, м 1,8
- Радіус повороту по осі зовнішньої гусениці мінімальний, м 17,0
- Дорожній просвіт, м 0,5
- Максимальне зусилля тягової лебідки, кг 20000
- Довжина троса, м 63